# Удружење грађана "Женски интерактивни рурални центар" Источно Сарајево
Удружење грађана "Женски интерактивни рурални центар" Источно Сарајево је мала, динамична група базирана на чланству која је прилагођавала своје стратегије основним потребама жена у организацији, заједници, путем подржавања њихових захтјева за приступом који одржава њихове потребе и права. Организацију чине чланице (100), сарадници/сараднице (7-30), волонтери/волонтерке, универзитети, запослене особе, донатори, општине и градови. Д‌јелује на основу статутом зацртаних циљева, примарно на подручју руралних дијелова Републике Српске, Босне и Херцеговине, али и шире. Имплементирала је више пројеката, од чега су највише успјеха имали пројекти из области подршке женама у више сфера (права, економска, социјална, културна, образовна итд.). Свој рад базира на идентификацији стварних потреба у заједници, прије свега везаних за потребе женске популације у чему учествују сами грађани/грађанке локалне заједнице. Методом развоја, уз учешће заједнице, промоцијом цјеложивотног образовања и суживота, радимо на остварењу своје мисије и циљева.
Удружење је осмислило апликацију под називом "СОС апликација" која ће помагати грађанима који су угрожени. Кликом на дугне у одређеним апликацијама грађани ће бити у могућности да пошаљу сигнал Удружењу и да очекују ппмоћ.